# Argus Motorengesellschaft
Argus Motorengesellschaft (en alemán Compañía de motores Argus) fue una compañía alemana fabricante de motores aeronáuticos, conocida por sus diseños en V invertida de bajo desplazamiento, pero sobre todo por el pulsorreactor que motorizaba las bombas volantes V1, el Argus As 014.

## Historia

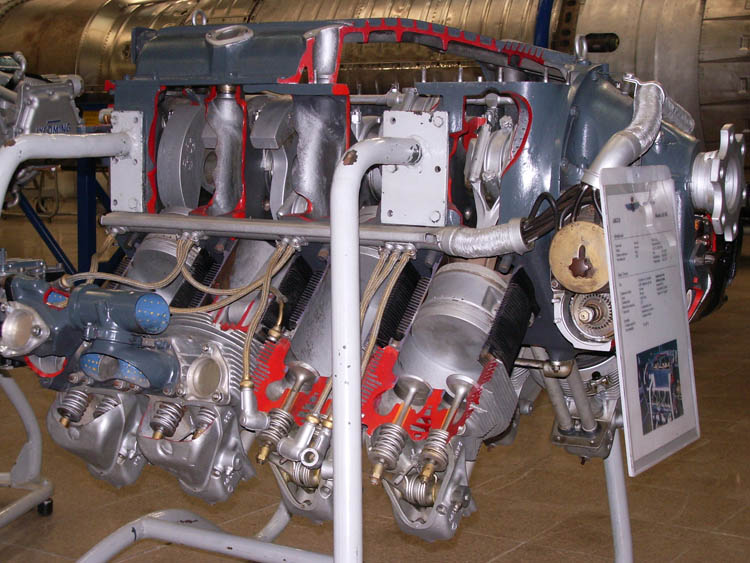
Argus As 10C seccionado parcialmente.

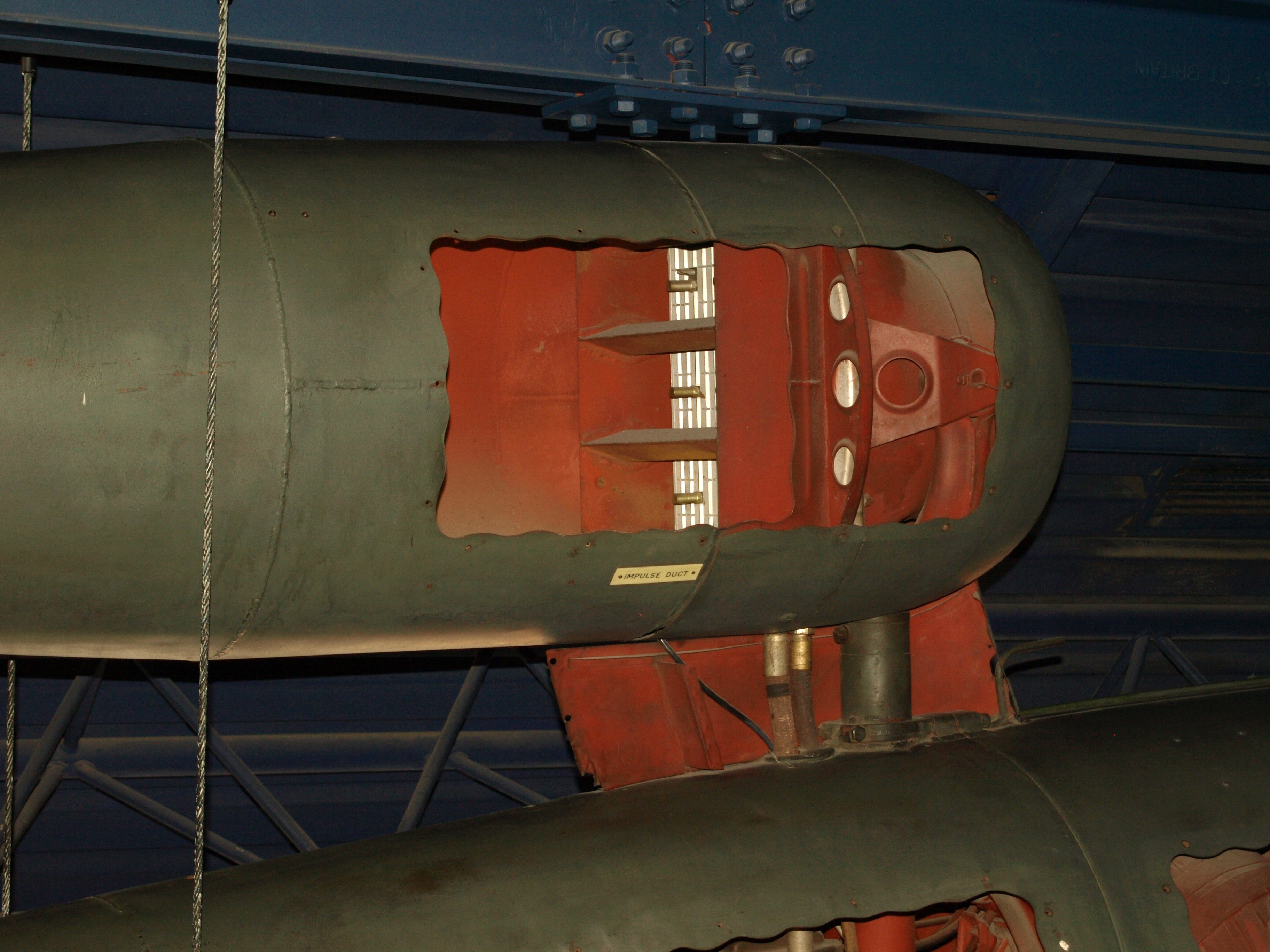
Argus As 014 seccionado parcialmente.

Argus construyó su primer motor en 1902, un cuatro en línea destinado a motorizar automóviles. En 1906 se realizó una versión aeronáutica del mismo. Inicialmente los cilindros tenían un diámetro de 124 mm y una carrera de 130, pero en 1909 se modificaron estos parámetros a unas dimensiones cuadradas de 140 mm. En 1914, al inicio de la Primera Guerra Mundial sus motores entregaban una potencia de alrededor de 100 hp, mientras que las mejoras en los mismos a lo largo del conflicto les permitieron casi doblar esa cifra en 1918, al término del mismo.
En 1919 la producción de motores aeronáuticos cesó, pero fue reiniciada en 1926 con la creación de dos motores V12 de elevado desplazamiento, 45,5 litros, capaces de entregar 1300 hp. El diseño de ambos motores cambiaba tan sólo en la ubicación de los cilindros, siendo convencional en un motor e invertida en el otro. Tan sólo se produjeron entre dos y tres motores de cada diseño.
En 1928 se inició la producción del Argus As 8, un cuatro en línea invertido refrigerado por aire, del que se desarrolló en 1931 un motor V8 invertido, el Argus As 10, cuya producción alcanzó 28.700 ejemplares en 1945. Con un tamaño menor de los cilindros se desarrollaron también un par de V12 invertidos, los Argus As 410 y As 411.
En 1941 se probó el primer diseño de pulsorreactor, y en diciembre de 1942 era funcional el As 014, del que se llegaron a fabricar 31.100 unidades.